# Pee Wee Lambert
Pee Wee Lambert, geboren als Darrell Lambert (25 augustus 1924 – 25 juni 1965), was een Amerikaanse countrymandolinist. Lambert was een vroeg lid van The Stanley Brothers en speelde een belangrijke rol bij de ontwikkeling van bluegrass.

## Biografie
Darrell 'Pee Wee' Lambert werd voornamelijk beïnvloed door Bill Monroe, de vader van de bluegrass. In 1948 maakte Lambert zijn eerste opnamen met Carter en Ralph Stanley bij Rich-R-Tone Records, waaruit het beroemde Molly and Tenbrooks voortkwamen, waar hij als derde zanger optrad. Naast zijn mandoline-spel was het vooral zijn stem die de vroege stukken van de Stanley Brothers hun karakteristiek gaf. Tijdens de jaren 1950 werd Lambert vervangen door zijn gitarist en neef 'Courley' Lambert. Pee Wee Lambert richtte vervolgens samen met Curly Parker de Pine Ridge Boys op, waarin ook de 16-jarige J.D. Crowe speelde. De activiteiten van de band waren meestal beperkt tot regionale dekking.
Lambert, die ook een getalenteerd componist was, kon zijn vroege successen niet opvolgen. Er is niets bekend over zijn leven eind jaren 1950 en begin jaren 1960.

## Overlijden
Pee Wee Lambert overleed in juni 1965 op 40-jarige leeftijd.